# Hinterrehberg
Hinterrehberg ist ein Gemeindeteil des Marktes Marktleugast im Landkreis Kulmbach (Oberfranken, Bayern). Hinterrehberg liegt in der Gemarkung Neuensorg.

## Lage
Das Dorf ist eine Streusiedlung und besteht neben zwei Haupt-Ansiedlungen aus mehreren Einöden. Sie liegt am Rehberg (621 m ü. NHN), einem Höhenzug des Frankenwaldes. Eine Anliegerstraße führt über Vorderrehberg nach Neuensorg zur Kreisstraße KU 13 (1,3 km südöstlich).

## Geschichte
Der Ort wurde im Jahr 1247 in einer Erwerbsurkunde des Klosters Langheim als „Reberch“ erstmals erwähnt. 1348 wurde der Ort an das Hochstift Bamberg verkauft.
Gegen Ende des 18. Jahrhunderts bestand Hinterrehberg aus 12 Anwesen (1 Hof, 2 Viertelhöfe, 4 Söldengüter, 1 Dreiviertelsöldengut, 1 Viertelsöldengut, 3 Tropfhäuser). Das Hochgericht übte das bambergische Centamt Marktschorgast aus. Die Dorf- und Gemeindeherrschaft hatte das Vogteiamt Marktschorgast. Alleiniger Grundherr war das bambergische Kastenamt Stadtsteinach.
Mit dem Gemeindeedikt wurde Hinterrehberg dem 1811 gebildeten Steuerdistrikt Marktleugast und der im selben Jahr gebildeten Ruralgemeinde Marktleugast zugewiesen. Am 28. Januar 1845 erfolgte die Überweisung an die neu gebildete Gemeinde Neuensorg. Im Zuge der Gebietsreform in Bayern wurde Hinterrehberg am 1. Januar 1978 nach Marktleugast eingegliedert.

### Ehemaliges Baudenkmal
- Haus Nr. 34: Eingeschossiges, verputzt massives Wohnstallhaus mit Satteldach, um 1830 errichtet. Am vorderen Giebel Nische mit Sandsteinrelief der Muttergottes von Marienweiher, flankiert von kleinen Engeln; vermutlich um Mitte des 18. Jahrhunderts.[9]

### Einwohnerentwicklung
| Jahr      | 001818 | 001819 | 001861 | 001871 | 001885 | 001900 | 001925 | 001950 | 001961 | 001970 | 001987 |
| Einwohner |        | 93 †   | 103    | 92     | 90     | 99     | 89     | 77     | 47     | 59     | 38     |
| Häuser    | 25 *   |        |        |        | 14     | 15     | 13     | 11     | 10     |        | 12     |
| Quelle    | [ 7 ]  | [ 11 ] | [ 12 ] | [ 13 ] | [ 14 ] | [ 15 ] | [ 16 ] | [ 17 ] | [ 18 ] | [ 19 ] | [ 1 ]  |

## Religion
Hinterrehberg ist katholisch geprägt und bis heute nach Mariä Heimsuchung in Marienweiher gepfarrt.